# Vallon du Nozon
 (mai 2023).
Si vous disposez d'ouvrages ou d'articles de référence ou si vous connaissez des sites web de qualité traitant du thème abordé ici, merci de compléter l'article en donnant les références utiles à sa vérifiabilité et en les liant à la section « Notes et références ».
Le Vallon du Nozon est un ensemble de huit communes de Suisse, dans le canton de Vaud (district du Jura-Nord vaudois), situées sur le cours du Nozon.
Les huit communes sont Bofflens, Bretonnières, Croy, Juriens, La Praz, Premier, Romainmôtier-Envy et Vaulion.

## Liens
- Site du vallon du Nozon, réalisé par les élèves du collège de Vaulion (archive du 30 novembre 1998)